# Pasta de letras

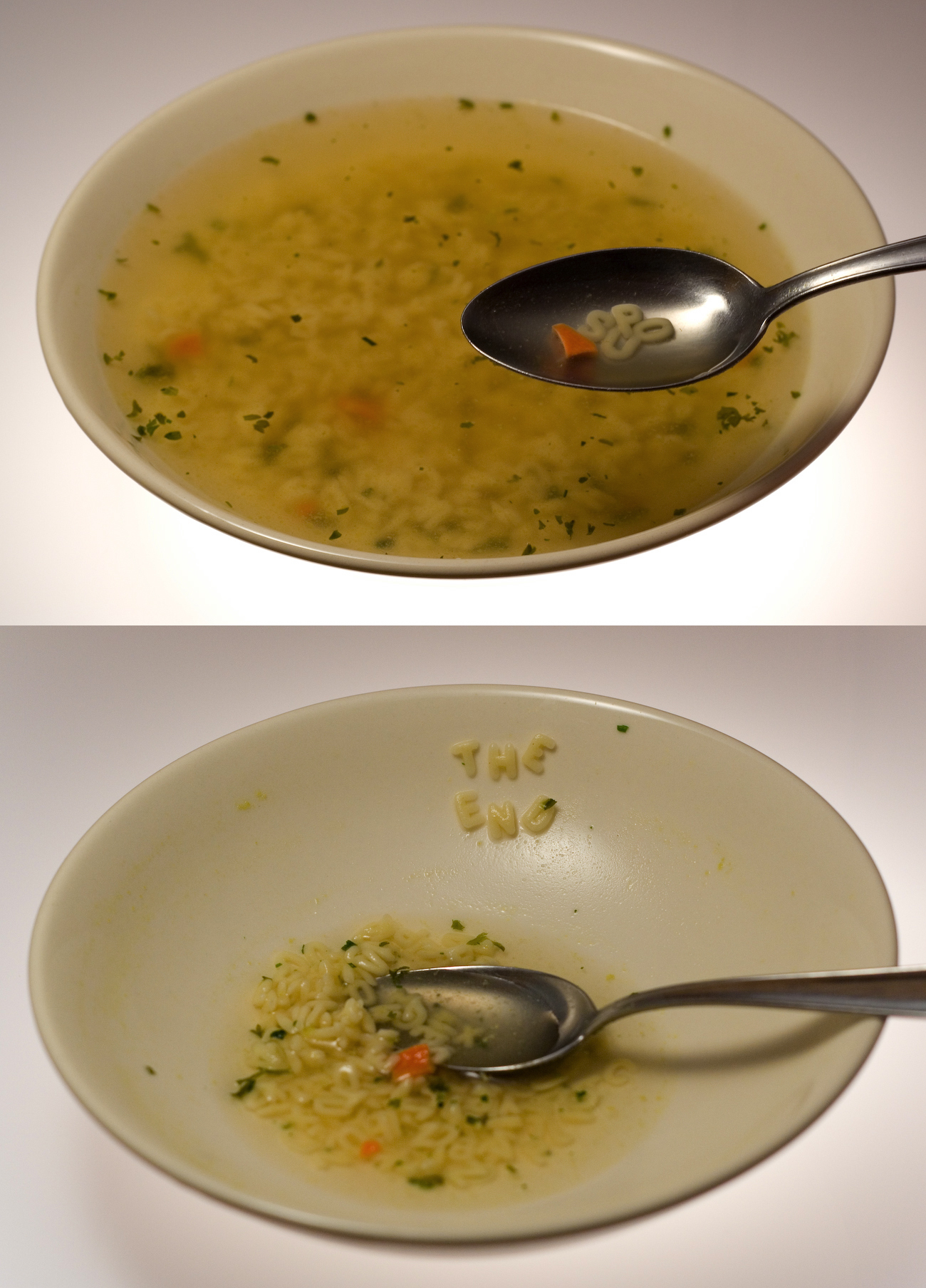
Cuenco de pasta de letras

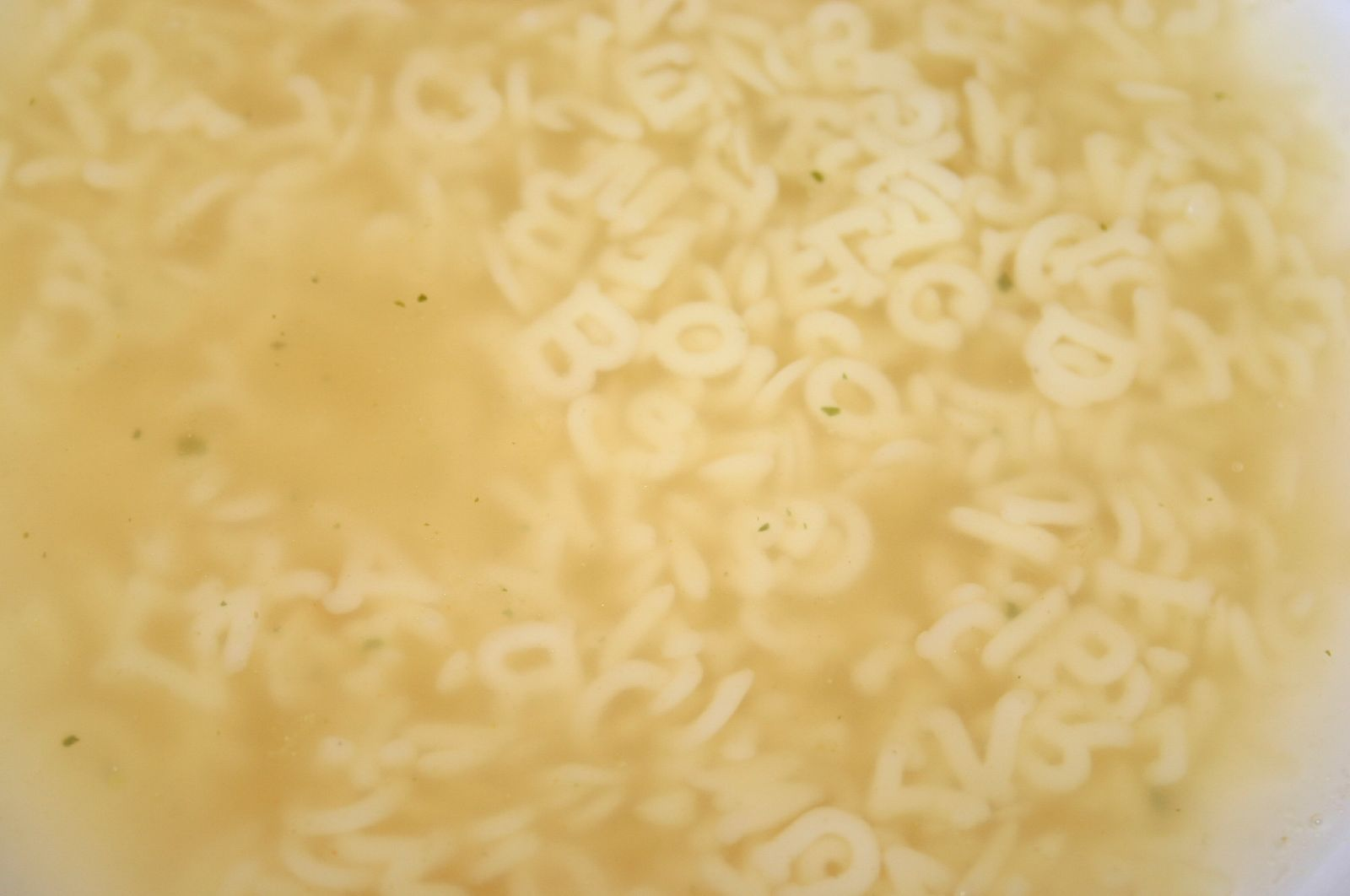
Pasta de letras en sopa

La pasta de letras es pasta que se ha cortado mecánicamente en forma de las letras del alfabeto. A menudo se sirve en una sopa de letras, que se vende como un caldo en lata o condensada. Otra variante consiste en pasta en forma de letras en salsa de espagueti o marinera.
En Estados Unidos, una de las marcas más comunes de este tipo de pasta es Campbell's. Esta sopa, al igual que sus competidoras, se comercializa dirigida a los padres, dado su posible valor educativo.
Un producto similar, Alphabetti Spaghetti, fue vendido por la empresa Heinz durante 60 años hasta 1990. Al igual que la sopa de letras de Campbell, contenía pasta en conserva con salsa de tomate, pero sin queso. Fue reintroducido posteriormente por Heinz en 2005.